# Cao Phong (thị trấn)
Cao Phong là thị trấn huyện lỵ của huyện Cao Phong, tỉnh Hòa Bình, Việt Nam.

## Địa lý
Thị trấn Cao Phong nằm ở trung tâm huyện Cao Phong, có vị trí địa lý:
- Phía đông giáp xã Hợp Phong
- Phía tây giáp xã Tây Phong
- Phía nam giáp xã Hợp Phong
- Phía bắc giáp xã Bắc Phong và xã Thu Phong

Thị trấn có diện tích 9,45 km², dân số năm 1999 là 3899 người, mật độ dân số đạt 413 người/km².

## Lịch sử
Thị trấn được thành lập vào năm 1994 trên cơ sở giải thể thị trấn Nông trường Cao Phong cũ, ban đầu thuộc huyện Kỳ Sơn.
Năm 2001, huyện Cao Phong được thành lập trên cơ sở một phần diện tích và dân số của huyện Kỳ Sơn. Thị trấn Cao Phong trở thành thị trấn huyện lỵ của huyện Cao Phong.

## Văn hóa
Thị trấn Cao Phong là vùng đất gắn với sự nghiệp giáng thế và cứu dân của Cô Đôi Thượng Ngàn - là một vị tiên nữ nổi tiếng xinh đẹp trong truyền thuyết tín ngưỡng thờ Mẫu Việt Nam. Cô Đôi Thượng Ngàn được thờ ở nhiều di tích đền và phủ ở phía Bắc Việt Nam và được ca ngợi trong những ca khúc hát văn nổi tiếng mang tên "Cô Đôi Thượng Ngàn". Những dấu tích hiện nay còn ở đền Thượng Bồng Lai.

### Đền Bồng Lai
Đền Bồng Lai ở trong động Thiên Thai, khu vực núi Đầu Rồng, thị trần Cao Phong, huyện Cao Phong, tỉnh Hòa Bình. Tương truyền, nơi đây là vùng đất mà vị quan họ Hà, cha của Cô Đôi Thượng Ngàn đã đưa gia đình di chuyển từ Nho Quan - Ninh Bình đến để lập nghiệp.
Đền Bồng Lai Cao Phong cổ đã có từ lâu đời, trải qua thăng trầm của thời gian chỉ còn phế tích tại khu đất nơi xưa. Đây là ngôi đền mới được xây dựng lại năm 2013 - 2014. Tương truyền đây cũng chính là nơi hóa của Cô Đôi Thượng Ngàn. Đền còn giữ được hai đạo sắc phong của các đời vua. Đây là ngôi đền được tỉnh Hòa Bình quan tâm đặc biệt.